# 생물학연구정보센터
생물학연구정보센터(영어: Biological Research Information Center, BRIC)는 대한민국의 생물학 관련 기관이다. 한국과학재단과 포항공대의 지원으로 1996년 1월에 설립되었고 같은 해 5월 인터넷을 통한 정보 서비스를 시작하였다.

## 데이터베이스
생물학연구정보센터는 광범위한 지구 생물학 분야 정보 데이터베이스 제공할 뿐만 아니라 국제 생물학 분야 뉴스의 주요한 역할을 담당하고 있다.

## 황우석 교수의 줄기세포 논란
BRIC은 황우석 교수의 줄기세포 논란과 관련하여 주목을 받았다. PD 수첩의 방송 직후 논문의 의혹에 대해 누리꾼들이 비이성적으로 대처하는 동안, 생물학 전공 연구원 및 학생들은 BRIC의 게시판을 통하여 침착하고 과학적으로 연구 결과의 문제점을 조목조목 지적하였다. 2005년 12월 5일에 논문의 사진 중복에 대한 제보가 처음 올라왔고, 12월 6일에는 논문에서 DNA 지문 비교가 조작되었을 가능성을 지적하는 글이 올라왔다. 이 의혹은 모두 사실로 밝혀졌고 결국 황우석 교수는 12월 17일 기자회견을 통해서 '인위적 실수'라는 표현으로 논문 조작을 사실상 시인했다.

## 같이 보기
- 엔트레즈
- 펍메드